# Мікроекономічні обґрунтування
Мікроекономічні обґрунтування (мікропідстави, мікрофундації) — підхід до побудови макроекономіки, заснований на попередньому мікроекономічному описі поведінки економічних агентів з подальшим об'єднанням окремих моделей в єдину макроекономічну модель, що описує економіку в цілому.
Мікроекономічний підхід до макроекономіки заснований на тому, що зрештою всі відстежувані макроекономічні змінні (випуск, споживання, інвестиції, безробіття, інфляція, валютний курс і т.д.) є результатом індивідуальних рішень окремих економічних агентів. 

## Історія
Макроекономіка як окрема область досліджень виникла після робіт Джона Мейнарда Кейнса, зокрема після виходу в 1936 році книги «Загальна теорія зайнятості, відсотка і грошей». Кейнс не приділяв достатньої уваги поясненню, як індивідуальна поведінка призводить до коливань економічної активності. Але все ж таки певні мікроекономічні передумови були в його роботах. Наприклад, він використовував поняття граничної схильності до споживання (заощадження) для того, щоб пояснити рівень споживання, який обирають домогосподарства в залежності від наявного доходу. Він вважав, що домогосподарства витрачають фіксовану частину доходу на споживання, а залишок на заощадження. Кейнс вважав це достатнім мікроекономічним обґрунтуванням і називав його основним психологічним законом. Аналогічно рівень інвестицій пояснювався ним на основі гіпотези про тваринне чуття інвесторів — раптовій зміні настроїв інвесторів, яка призводила до збільшення або зменшення інвестицій і сукупного попиту. Тим самим зміни в поведінці інвесторів призводили до коливань економічної активності.
Основна проблема кейнсіанства полягала у тому, що воно погано узгоджувалося з тодішньої неокласичною мікроекономічною теорією. Неокласики керувалися уявленням про раціональну поведінку економічних агентів, тоді як кейнсіанство — поведінкові передумови. В рамках неокласичної теорії було важко пояснити існування вимушеного безробіття. За умови раціональної поведінки конкуренції за робоче місце мусить знижуватися ставка реальної заробітної плати та усуватися нерівновага на ринку. Проте Велика депресія супроводжувалася, значною мірою, вимушеним безробіттям, яке мало затяжний характер.
Протиріччя між неокласичною теорією і кейнсіанством були частково вирішені завдяки неокласичному синтезу, моделі IS-LM представленій Джоном Хіксом в 1937 році. Проте неокласичного синтезу виявилося недостатньо. Зокрема, тому що функція споживання, заснована на основному психологічному законі, була занадто простою. Деякі залежності в макроекономіці спиралися не на мікроекономічну теорію, а були занадто узагальненими статистичними кореляціями. Прикладом може послужити крива Філліпса, яка не мала мікрообґрунтування, але активно використовувалася при проведенні монетарної політики.
Використання недостатньо обґрунтованих моделей стало однією з причин стагфляції і призвело до кризи кейнсіанської макроекономіки. Наступний етап розвитку почався з критики Лукаса. ЇЇ зміст полягав у тому, щоб не замінювати реальні закономірності статичними кореляціями, але і враховувати поведінку людей, як джерело спостережуваних залежностей.
В рамках нової дослідницької програми, економісти запропонували альтернативні підходи до опису функції споживання. Зокрема, було запропоновано гіпотези життєвого циклу і постійного доходу. Ці гіпотези були запропоновані ще до початку стагфляції, але в 70-ті та 80-ті роки XX століття були переосмислені на основі моделей міжчасового вибору і включені в нові теорії. Крім того, в економічні моделі було включено опис процесу формування очікувань: раціональних або адаптивних.
Підсумком реалізації нової дослідницької програми стала побудова повністю мікрообґрунтуваних теорій: спочатку нових класичних, а потім і іфаі.

## Сучасний стан
Сучасні моделі виступають моделями динамічної стохастичної загальної економічної рівноваги (DGSE). В їх основі лежить опис поведінки двох основних типів економічних агентів: домогосподарств і фірм.
1. Вибір домогосподарств описується міжчасовою задачою споживача. Модель дозволяє отримати споживання, заощадження і кількість пропонованої праці як функції цін, ставки заробітної плати і відсоткової ставки.
2. Вибір фірм описується міжчасовою задачою фірми[ru]. Модель дозволяє отримати попит на працю, обсяг випуску і інвестицій як функцію цін, ставки заробітної плати і відсоткової ставки.

В економічні моделі загорнуто опис процесу формування очікувань: раціональних або адаптивних. Крім того, за необхідності, може включатися чіткий опис дій уряду.
1. Поведінка органів грошово-кредитного регулювання[ru] (найчастіше, центрального банку) описується грошовим правилом.
2. Поведінка фіскальних органів описується бюджетним правилом[ru].

Ціни, ставки заробітної плати, відсоткові ставки визначаються як результат загальної рівноваги на ринку товарів і послуг, праці та грошей. Такий підхід дозволяє враховувати рефлексивність економічних агентів, тобто двосторонній зворотний зв'язок між уявленням і реальністю. Зміна в поведінці агентів або зміни в економічному середовищі призводять до перебудови оптимальних рішень, що в свою чергу змінює середовище і призводить до нових оптимальних рішень. Процес триває до встановлення нової довгострокової рівноваги.

## Критика
Деякі економісти, такі як Алан Кірман і С. Абу Тураба Різві, на основі теореми Зонненшейна–Мантеля–Дебрю стверджують, що проект мікропідстав зазнав невдачі.
В 2017 році Джексон і Лілат показали, що не існує представницьких агентів для найчастіше використовуваних функцій попиту. У зв'язку з цим, наслідки добробуту, засновані на репрезентативних моделях агентів, не повинні наводитися для окремих осіб в економіці.
Це означає, що нинішні макроекономічні моделі, засновані на представницьких агентах, фактично не є мікропідставою.